# Kvikk Lunsj

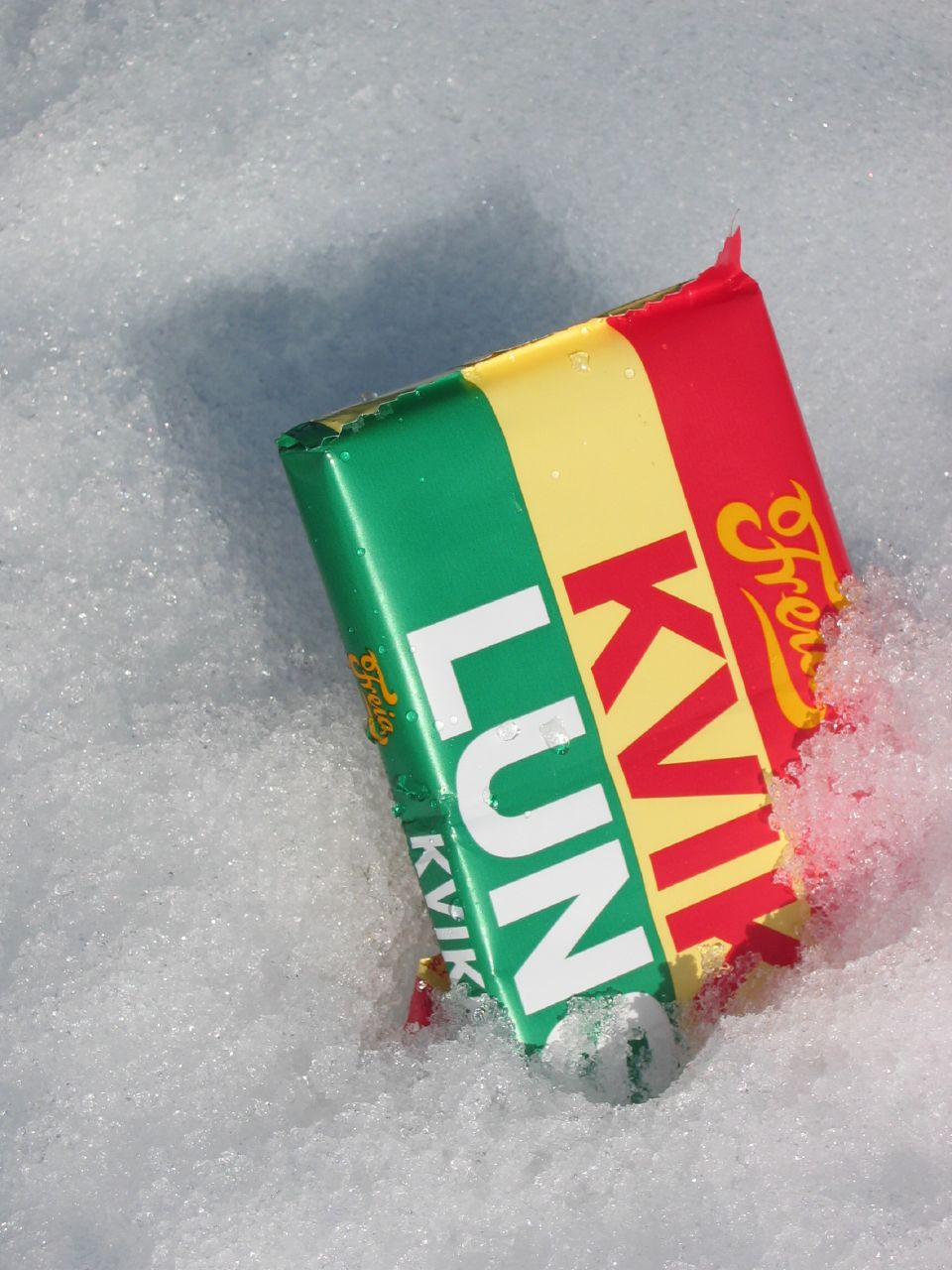
Barra de Kvikk Lunsj.

El Kvikk Lunsj (‘almuerzo rápido’ en noruego) es un dulce creado por la marca de chocolate noruega Freia en 1937. 
Consiste en una barra gruesa de barquillo cubierta con chocolate con leche y dividida en cuatro palitos, cada uno de los cuales puede separarse de la barra individualmente. El Kvikk Lunsj XXL, lanzado en 1999, tiene una sola barra grande, de aproximadamente 2,5 cm de ancho. El Kvikk Lunsj es prácticamente idéntico en forma y composición al Kit Kat, que fue creado dos años antes, en 1935.
El Kvikk Lunsj es fabricado por Kraft Foods Nordic y se vende en Noruega, Suecia y Dinamarca.
Desde 2016 Móndelez y Nestlé llevan disputando una guerra de marcas comerciales ante La Oficina de Propiedad Intelectual de la Unión Europea (EUIPO), quien en el año 2002 le había dado la patente de la marca comercial; sin embargo, en 2016 el Tribunal de la UE desestimó esta patente, debido a que demostraron que en 4 países de la Unión Europea, no se verificó el carácter distintivo de la marca. "En cuatro países, Bélgica, Irlanda, Grecia y Portugal no habría quedado probado".
El TJUE confirmó en su fallo el análisis del tribunal europeo de primera instancia, "ya que las pruebas aportadas deben permitir demostrar dicha adquisición en el conjunto" del bloque, y desestimó los recursos tanto de Mondelez como de Nestlé y la oficina de marcas europea.
Actualmente tanto Nestle, como Mondelez, siguen comercializando sus productos a la espera de nuevas investigaciones.